# 大阪西鉄観光バス

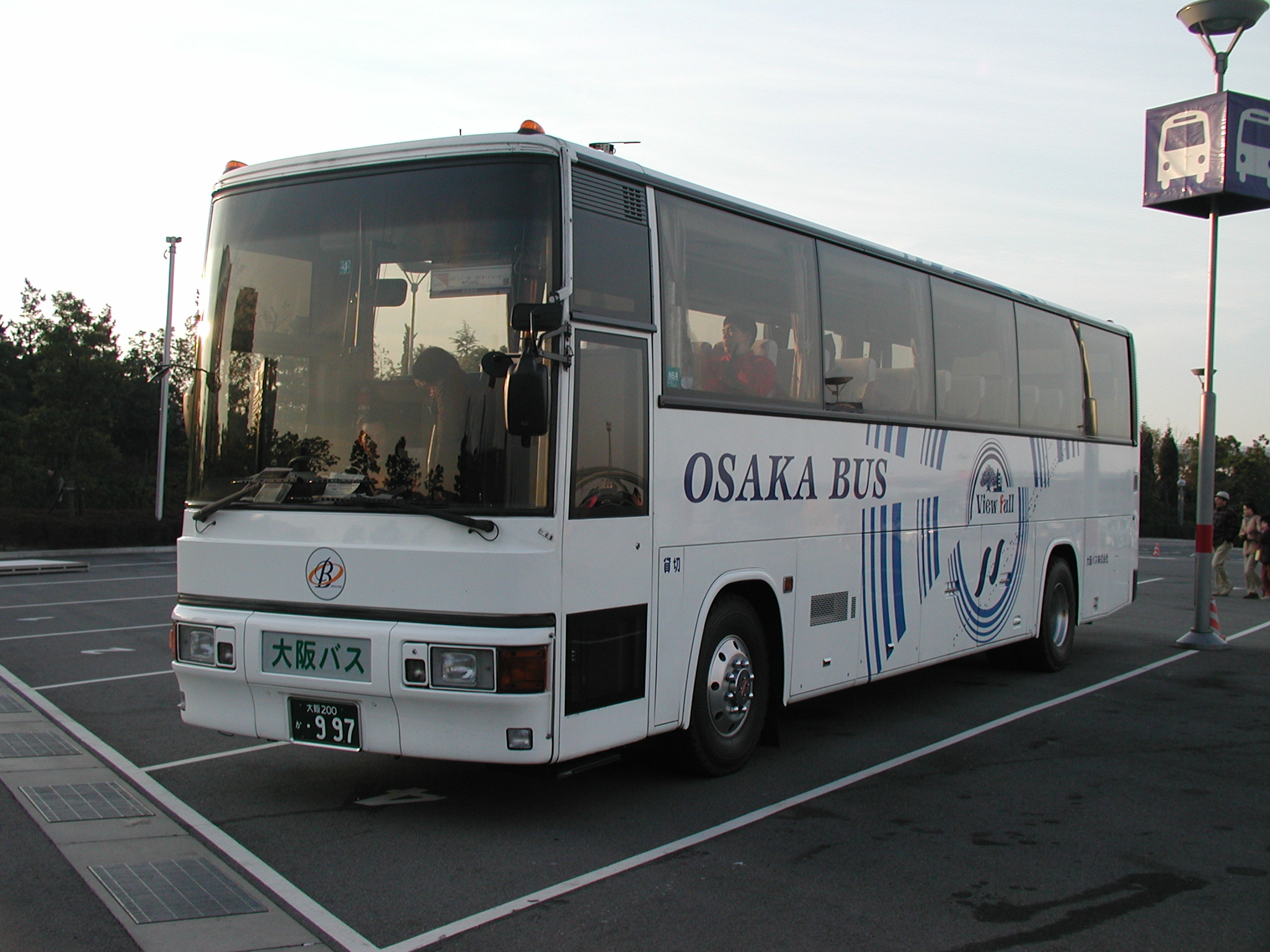
参考：大阪バスに譲渡された旧大阪西鉄観光バスの車両の例

大阪西鉄観光バス株式会社（おおさかにしてつかんこうバス）は、かつて存在していた西日本鉄道（西鉄）系列の貸切バス事業者である。

## 概要
1960年10月28日、東洋観光バスとして設立。1966年1月10日に西鉄に買収され、同年8月4日に大阪西鉄観光バスと改称した。本社を大阪府大阪市平野区平野西6丁目5番34号に置き、大阪府内を営業エリアとしていた。解散時点での資本金は9,000万円。

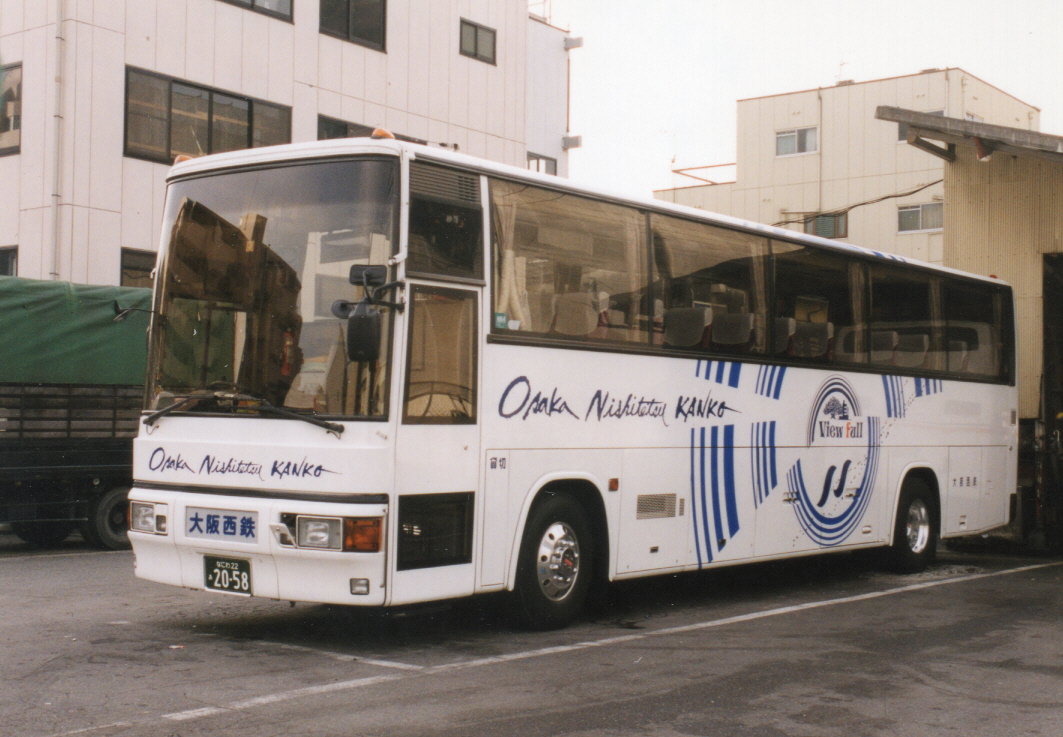
大阪西鉄観光バス

西鉄グループの主たる営業区域である九州から外れた大阪府内（近畿地区）が営業エリアであること、規制緩和による貸切観光バス業界の競争激化による単価の引き下げに伴って経営改善が難しいと判断され、西鉄グループのリストラの一環として撤退が決定し、2001年11月30日に会社解散、営業権及び車両を京都府を営業エリアとする貸切観光バス会社である前田観光自動車（本社・京都府福知山市）の系列会社として設立された大阪バス株式会社に売却された。その際、本社・車庫を大阪府東大阪市に移転したため、なにわナンバーから大阪ナンバーに変更された。